# هفت‌آشیان (سنقر)
هفت‌آشیان (سنقر)، روستایی از توابع دهستانِ آگاهان ، کلیائیشهرستان سنقر در استان کرمانشاه ایران است.

## جمعیت
این روستا در دهستان آگاهان قرار دارد و براساس سرشماری مرکز آمار ایران در سال ۱۳۸۵، جمعیت آن ۵۲۰ نفر (۱۱۲خانوار) بوده‌است.